# Swaziland Christian Churches United in Christ
Swaziland Christian Churches United in Christ (SACUC ) är en ekumenisk organisation i Swaziland tänkt att hålla samman den kristna kyrkan i landet.
Den bildades med syfte att stimulera samarbete och överbrygga motsättningar mellan landets tre kristna organisationer: League of Churches,  Swaziland Conference of Churches och Council of Swaziland Churches.